# Cheetah-licious Christmas (canción)
«Cheetah-licious Christmas» es el título del primer sencillo del álbum navideño Cheetah-licious Christmas de The Cheetah Girls. Se estrenó oficialmente en Radio Disney el 28 de octubre de 2005. El sencillo fue lanzado oficialmente para descarga digital en 1 de noviembre de 2005.

## Video musical
Éste es el segundo vídeo musical oficial de The Cheetah Girls. El video muestra a las tres chicas bailando en torno a la nieve y con una bola de nieve. Al final del vídeo musical nos encontramos con que todo esto tuvo lugar en una mágica esfera de nieve. Se estrenó el 5 de noviembre de 2005, relativa a Disney Channel.

## Lista de canciones
1. «Cheetah-Licious Christmas»
2. «Cheetah-Licous Christmas» - Growl Power Remix
3. Exclusivo Radio Disney interview with The Cheetah Girls

## Trivia
- The Cheetah Girls realizaron esta canción en la Navidad 2005 ABC Parade.
- Durante el video, Sabrina fue la bufanda de color marrón y azul, modelo, entonces los cambios al guepardo puntos hacia el final.